# Панин, Игорь Сергеевич
Игорь Сергеевич Панин (17 октября 1979, Калининград — 21 июня 2011, Кузнецовское) — майор ФСБ, оперативник управления «А» ЦСН ФСБ РФ (группы «Альфа»). Мастер спорта России по боксу.

## Биография
Родился 17 октября 1979 года в подмосковном Калининграде (ныне Королёв). Отец — Сергей Васильевич, участковый милиции (скончался в 2006 году от почечной недостаточности). Мать — Татьяна Серафимовна. Детство Игорь провёл в Тамбовской области; занимался хоккеем на траве с 10 лет, позже увлёкся дзюдо. Был неоднократным призёром соревнований разного уровня. После 9-го класса школы поступил в Калининградский механический техникум (ныне Королёвский колледж космического машиностроения и технологий), окончил его по специализации «Приборы и системы управления» (квалификация «радиотехник»).
После окончания колледжа Игорь проходил срочную службу в отдельной разведывательной роте воздушно-десантных войск России (в/ч 59236-II). Участник Второй чеченской войны, службу нёс в течение 127 дней, участвуя в боях. Награждён медалью ордена «За заслуги перед Отечеством» II степени с изображением мечей. Из армии демобилизовался в феврале 2000 года, после демобилизации поступил в Московский государственный институт радиотехники, электроники и автоматики (МИРЭА), занимаясь параллельно боксом (получил звание мастера спорта).
С 2001 года — сотрудник ФСБ, чемпион ФСБ по рукопашному бою в своей весовой категории. С 2004 года — сотрудник Управления «А» ЦСН ФСБ России (поступил туда с третьего раза), прошёл курсы экстремального вождения, оказания первой медицинской помощи и водолазного дела. Неоднократный призёр разных соревнований ФСБ и ЦСН, а также города Москвы и международного турнира в Ялте по боксу. В 2006 году получил серьёзную травму ноги на спортивных соревнованиях (винтовой перелом), однако после реабилитации через год вернулся на один из турниров по боевым искусствам. Нёс службу в охране президента Ингушетии Юнус-Бека Евкурова.
Был женат, супруга — Галина, секретарь соревнований по лёгкой атлетике, занималась рукопашным боем, студентка МИРЭА. С супругой познакомился в 2003 году, свадьбу сыграли в Королёве в 2009 году. В 2010 году родилась дочь Ирина, в 2011 году (уже после смерти Игоря) родился сын Михаил. За время службы в ФСБ Игорь был награждён медалями Жукова, «За отличие в военной службе» (степень неизвестна) и «За боевое содружество». Вне службы увлекался лыжами и сноубордом, а также работал тренером по рукопашному бою. В последние годы жизни увлёкся ножевым боем.
21 июня 2011 года Игорь Панин вместе с капитаном ФСБ Романом Лашиным (позывной «Доцент»), своим сослуживцем и знакомым, участвовали в операции в районе дагестанского села Кузнецовское, пытаясь нейтрализовать незаконное вооружённое формирование. Будучи в головном дозоре разведывательно-поисковой группы, капитан Роман Лашин шёл впереди всех и обнаружил первым противников, открыв по ним огонь. Лашин получил смертельное ранение в голову во время контратаки противника: он оставался на позиции, прикрывая перегруппировывавшихся солдат. Панин, возглавлявший тыловой дозор, не дал боевикам выйти во фланг, заняв позиции на земляном валу. Получил смертельное ранение в сердце, прикрывая сослуживцев. В том бою погибли ещё три военнослужащих, а всего были ликвидированы 5 боевиков, оказавшихся членами Кизлярской диверсионно-террористической группировки.
Прощание с Паниным и Лашиным прошло в Ритуальном зале на Пехотной улице в присутствии руководства ФСБ и ветеранов группы «А». Посмертно Игорь Панин и Роман Лашин были награждены орденами Мужества. Оба похоронены рядом на Николо-Архангельском кладбище в Москве. 
Осенью 2011 года в подмосковном спортивном комплексе «Красногорск» прошёл открытый турнир по рукопашному бою памяти Игоря Панина и Романа Лашина. Осенью 2014 года на здании Королёвского колледжа космического машиностроения и технологий открыта памятная доска в честь майора Панина, также его имя присвоено военно-патриотическому клубу.